# Oxycera dispar
Oxycera dispar är en tvåvingeart som först beskrevs av Kertesz 1914.  Oxycera dispar ingår i släktet Oxycera och familjen vapenflugor.
Artens utbredningsområde är Tanzania. Inga underarter finns listade i Catalogue of Life.